# Куакбашское сельское поселение
Куакбашское се́льское поселе́ние — муниципальное образование в Лениногорском районе Татарстана Российской Федерации.
Административный центр — село Куакбаш.

## История
Статус и границы сельского поселения установлены Законом Республики Татарстан от 31 января 2005 года № 34-ЗРТ «Об установлении границ территорий и статусе муниципального образования "Лениногорский муниципальный район" и муниципальных образований в его составе».

## Население
| 2010 | 2011 | 2012 | 2013 | 2014 | 2015 | 2016 |
| ---- | ---- | ---- | ---- | ---- | ---- | ---- |
| 960  | ↘955 | ↘931 | ↘902 | ↘893 | ↘890 | ↘877 |
| 2017 | 2018 |      |      |      |      |      |
| ↘854 | ↘820 |      |      |      |      |      |

## Состав сельского поселения
| № | Населённый пункт  | Тип населённого пункта       | Население |
| - | ----------------- | ---------------------------- | --------- |
| 1 | Куакбаш           | село, административный центр |           |
| 2 | Сходнево-Чертанла | деревня                      |           |
| 3 | Чути              | деревня                      |           |